# Jagdstaffel 37
A Jagdstaffel 37, conhecida também por Jasta 37, foi um esquadra de aeronaves da Luftstreitkräfte, o braço aéreo das forças armadas alemãs durante a Primeira Guerra Mundial. Esta esquadra viria a abater mais de 70 aeronaves inimigas, incluindo 13 balões. O segundo comandante da Jasta 37, Ernst Udet, viria a tornar-se no segundo maior ás da aviação da Alemanha e, mais tarde, viria a desempenhar um papel importante no comando da força aérea alemã durante a Segunda Guerra Mundial, a Luftwaffe.

## Aeronaves
- Fokker Dr.I